# Laga
Laga é um posto administrativo  pertencente ao município de Baucau localizado em Timor-Leste. Possui 194,07 km² e uma população de 18.359 residentes (2015). É conhecido pela produção de sal. No local, há diversos pés de jaca, coco e criação de animais, que indicam serem as principais atividades agrícolas dos moradores da região.

## História
Localmente conta-se a história de um rei que possuía um grande castelo no topo da montanha, conhecido por suas posses e poderes mágicos, como lanças, cães e um pequeno saco que veio com uma rocha. Ao fim de cada ano ele ia até a praia, a fim de parar a água do mar que insistia em avançar sobre o continente. Para tanto, ele utilizava seus poderes mágicos como, por exemplo, sua lança, usada para plantar em frente ao mar. Uma pedra era jogada ao mar até dois metros dentro da água, e os cães latiam para repelir a água.

## Sucos
É composto por 8 sucos:
- Atelari
- Libagua
- Nunira
- Saelari
- Sagadate
- Samalari
- Soba
- Tequinaumata

## Património
- Forte (colonial)

## Tradições
Um dos principais eventos anuais em Laga consiste na colheita de sal no estuário, conhecido por Gassi Isi. Realiza-se em outubro, os membros séniores (Mua gi guava) do suco Nunira descem até ao estuário, onde fazem oferendas de sacrifícios e convidam os habitantes locais para se juntarem à colheita do sal.